# Pleigne
Pleigne (Duits: Pleen) is een gemeente en plaats in het Zwitserse kanton Jura, en maakt deel uit van het district Delémont.
Pleigne telt 400 inwoners.